# Neustädter Kirchhof 7 (Quedlinburg)

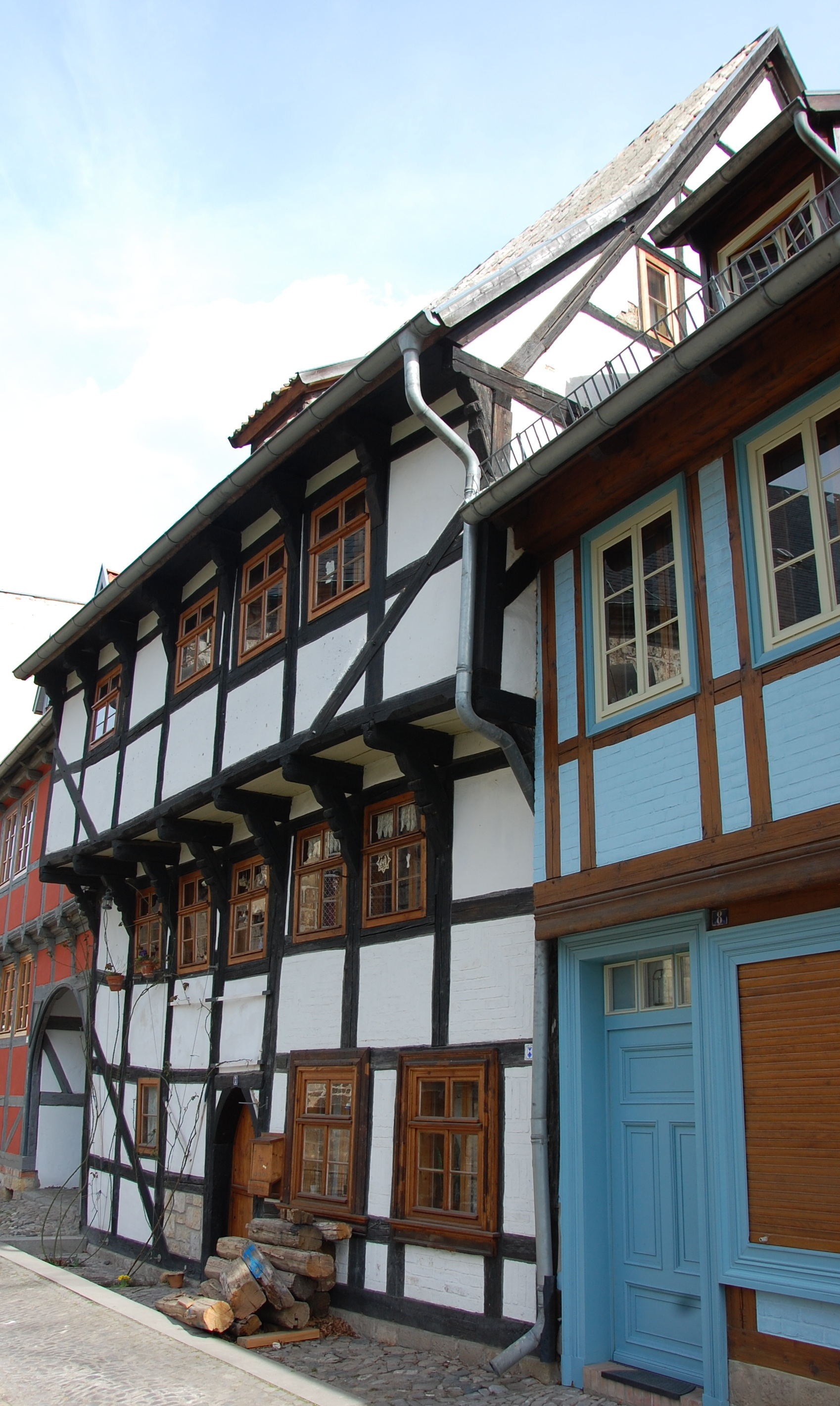
Haus Neustädter Kirchhof 7, 2014

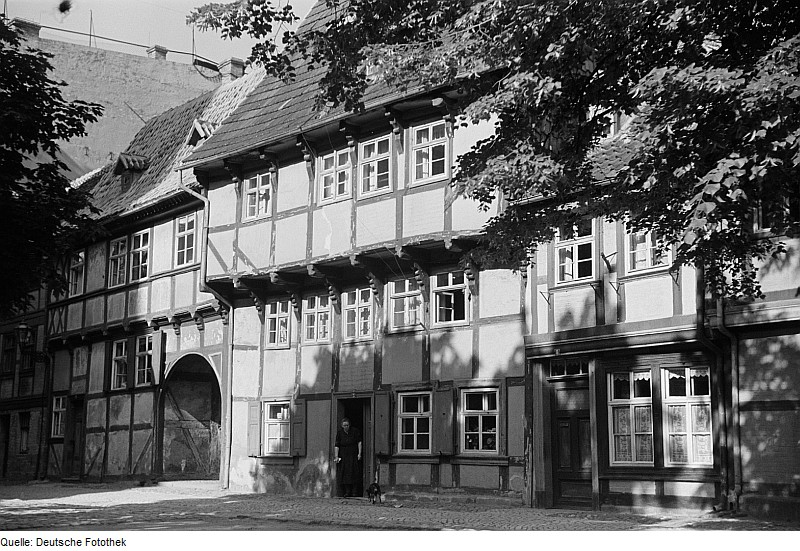
Neustädter Kirchhof 7 im Jahr 1951, rechts das Haus Neustädter Kirchhof 7

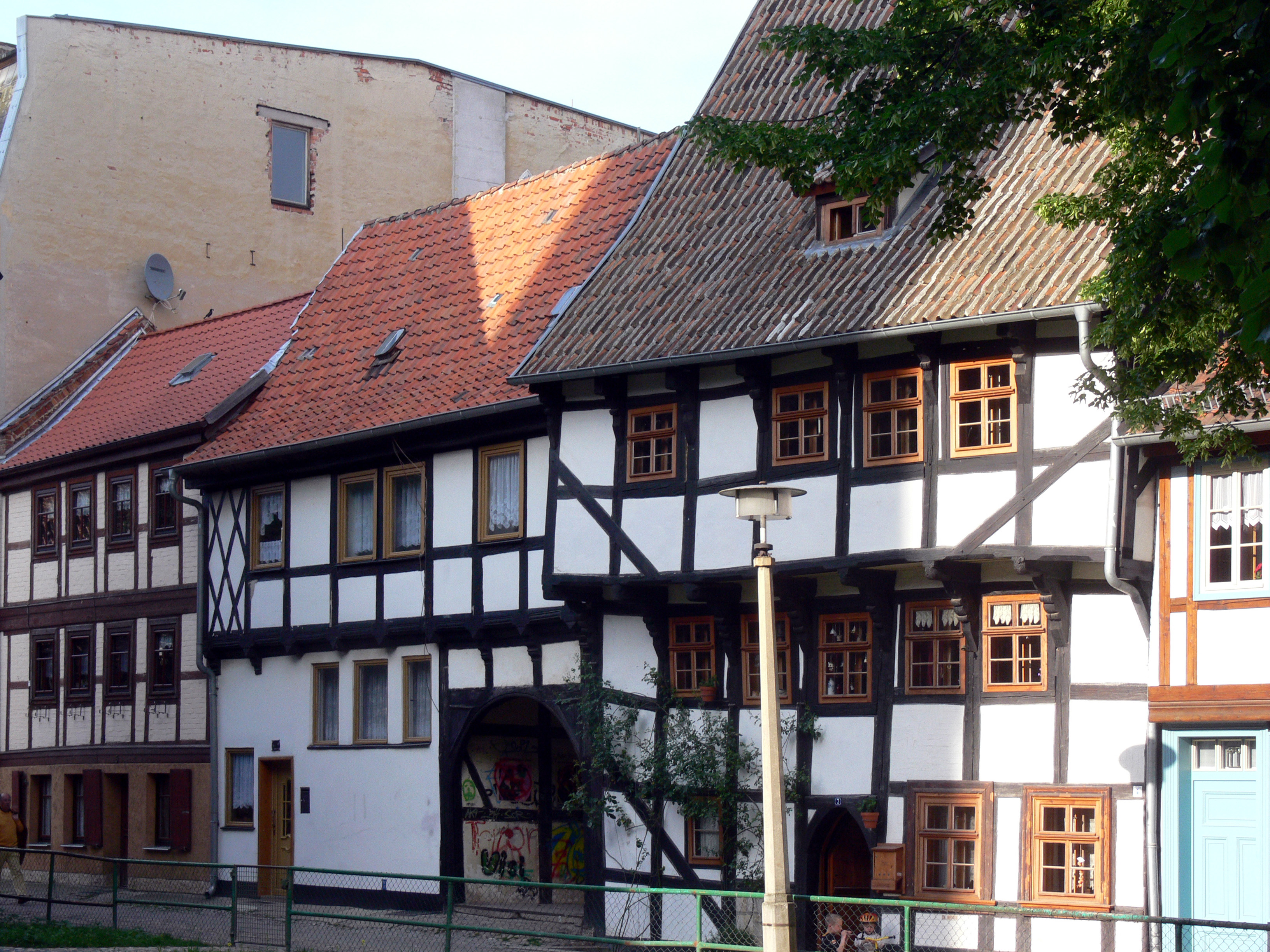
Häuserzeile 2008

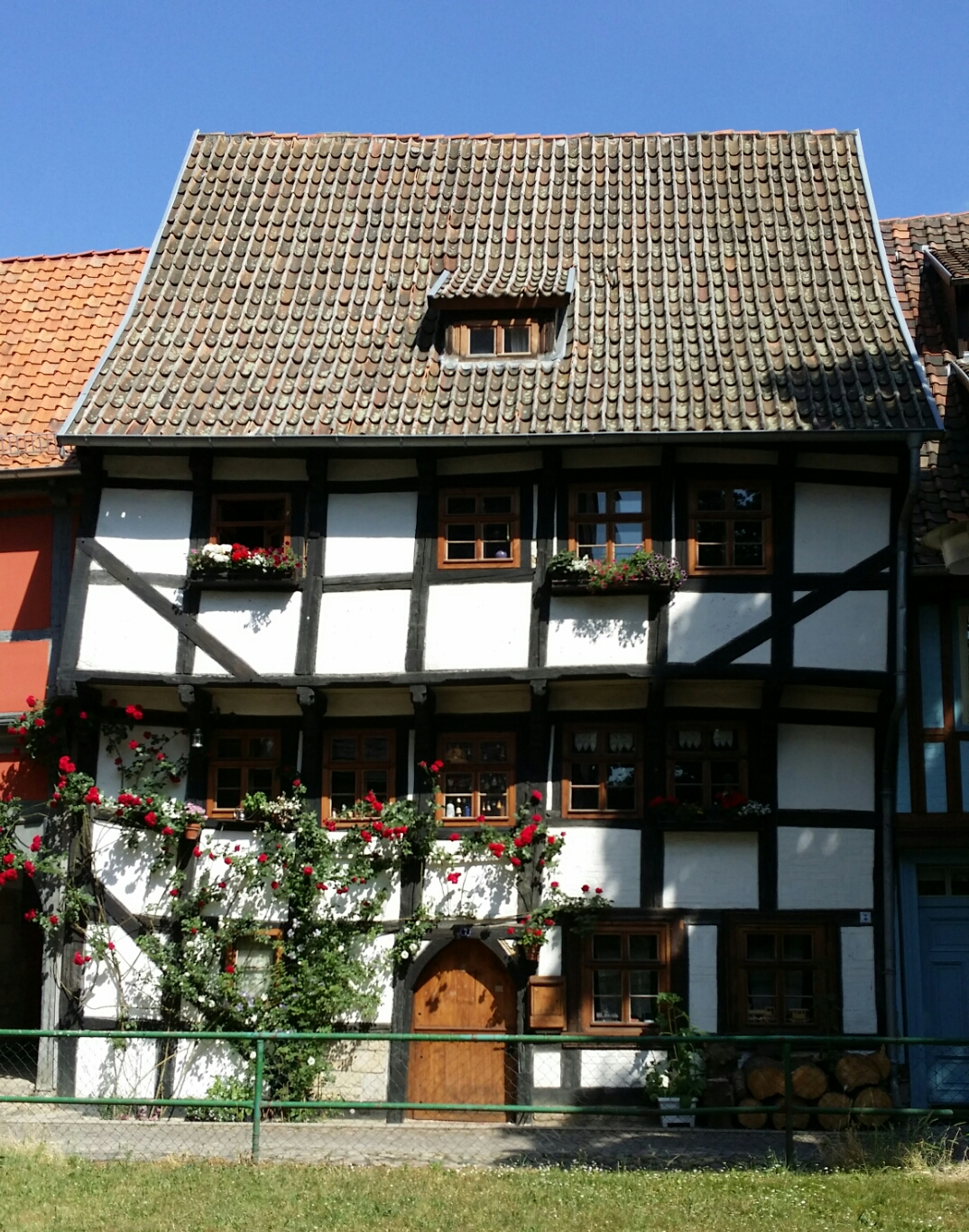
Fachwerkhaus Neustädter Kirchhof 7 aus dem 15. Jahrhundert, 2018

Das Haus Neustädter Kirchhof 7 ist ein denkmalgeschütztes Gebäude in der Stadt Quedlinburg in Sachsen-Anhalt.

## Lage
Es befindet sich in der historischen Quedlinburger Neustadt auf der Ostseite des Neustädter Kirchhofs und ist im Quedlinburger Denkmalverzeichnis als Wohnhaus eingetragen. Nördlich grenzt das gleichfalls denkmalgeschützte Haus Neustädter Kirchhof 6 an. Durch diesen Bau führt unmittelbar am nördlichen Giebel der Nummer 7 ein Durchgang vom Neustädter Kirchhof zum Konvent.

## Architektur und Geschichte
Das Fachwerkhaus wurde nach dem Ergebnis einer dendrochronologischen Untersuchung im Jahr 1422/23. errichtet und gehört damit zu den wenigen erhaltenen Fachwerkbauten Quedlinburgs aus der Zeit der Spätgotik. Es wird als das zweitälteste profane Gebäude der Stadt bezeichnet. Andere Angaben nennen, wohl fehlerhaft, das Jahr 1432. Es stellt eine Mischung aus Stockwerksbauweise zur Straße hin und hofseitiger Geschossbauweise mit Zapfenschlössern dar. Diese ungewöhnliche Mischbauweise ist in Quedlinburg noch an den Häusern Konvent 20 und Marktkirchhof 5 zu finden. Auch das nicht mehr vorhandene Gebäude Schmale Straße 53 war in dieser Weise errichtet.
Das Haus Neustädter Kirchhof 7 verfügt über profilierte Bügen, die die Vorkragung des oberen Geschosses stützen und Verschwertungen. Die Ständer der straßenseitigen Fassade ruhen auf einem Schwellholz, welches auf einem Sockel aus Sandstein liegt. Das Schwellholz war in den 1990er Jahren nicht mehr vorhanden und wurde vollständig erneuert. Die Stockschwelle des Hauses ist mit einer breiten Fase verziert. Seitlich am oberen Stockwerk sind im Bereich des Übergangs zum Dach kleine Knaggen eingefügt. Die Gefache waren mit einem Geflecht aus Staken und Lehm verfüllt.
Im Inneren des Hauses werden die Deckenbalken durch angeblattete Kopfbänder versteift.
In der Zeit des Barock wurden im rechten Teil des Erdgeschosses Veränderungen vorgenommen. Ursprünglich verfügte das Haus über eine Tür, die mit einer Bekrönung in Form eines Kielbogens versehen war.
In den 1970er Jahren wurde das Haus leergezogen und verfiel. Bei Bauarbeiten am südlichen Nachbarhaus Neustädter Kirchhof 8 im Jahr 1993 wurde am Haus Nummer 7 ein starker Befall mit Echtem Hausschwamm festgestellt. 1994 erwarb ein neuer Eigentümer das Haus und ließ zunächst die dringend erforderlichen Sanierungsarbeiten am südlichen Giebel durchführen. Studenten des Instituts für Bau- und Kunstgeschichte der Universität Hannover erstellten 1994/95 ein genaues Aufmaß des Gebäudes, erforschten die Baugeschichte und legte eine zeichnerische Rekonstruktion vor. Darauf aufbauend entstand eine detaillierte Sanierungsplanung, mit dem Ziel der Bestandssicherung und der Wiederherstellung der verlorengegangenen Teile einer hofseitigen Geschosswand. Die Planung wurde gefördert und umgesetzt. Bei den Arbeiten wurden mehrfach weitere vom Schwamm befallene Stellen entdeckt. Die betroffenen Bauteile mussten ausgetauscht werden. Weitgehend original erhalten blieb jedoch die Fassade. Anhand einiger erhaltener Reste eines ursprünglich vorhandenen Kalkputzes konnte eine ehemalige farbliche Gestaltung der Fassade wiederhergestellt werden. Das Fachwerk ist dunkel gestrichen. Hinzu kommt ein dunkler Beistrich in den Gefachen, der dazu dient die Hölzer optisch als breiter und regelmäßig darzustellen.
Auf dem Hof befindet sich zur Straße Konvent hin ein in der Zeit um 1700 gebautes freistehendes zweigeschossiges Fachwerkhaus. Vom Vorderhaus ist es nur durch einen kleinen Hof von 1 mal 2,5 Metern getrennt. Die Stockschwelle des Baus ist im Stil des Barock gefast. Darüber hinaus bestehen profilierte Füllhölzer. Die Gefache sind zum Teil mit Zierausmauerungen versehen. Es verfügt über große Fensteröffnungen.